# Veurne
Veurne (en francés: 'Furnes', pronunciado /fyʁn/), es un municipio belga perteneciente a la Provincia de Flandes Occidental, capital del Arrondissement homónimo. En enero de 2018 tenía una población total de 11.790 habitantes.

## Historia
Veurne, en latín Furna, fue fundada en el año 877, formaba parte de las posesiones de la Abadía de San Bertín, ubicada en la ciudad de Saint-Omer. Sobre el año 890, fue fortificada para protegerla de las razias vikingas. Pronto se colocó a la cabeza de la Castellany de Veurne, un gran territorio que contó con 42 parroquias y unas 8 parroquias medio independientes, jurando lealtad al conde de Flandes. Veurne se convirtió en ciudad en el siglo XII. Durante el siglo siguiente, el comercio con Inglaterra prosperó. En 1270, sin embargo, las relaciones con Inglaterra se paralizaron y la economía de la ciudad entró en una larga decadencia. El 20 de agosto de 1297, se produjo la batalla de Furnes entre las tropas francesas Roberto II de Artois y las ciudades flamencas mandadas por Guido de Flandes.
El siglo XV vio la construcción de un nuevo ayuntamiento, que se conoce hoy día como el Pabellón de los oficiales españoles, debido a su uso como sede militar hasta el siglo XVII. Como la mayoría de las ciudades de la parte occidental del condado de Flandes, el municipio acusó una fuerte recesión durante la Rebelión de los Países Bajos aunque cuando la ciudad y la castellanía se unieron oficialmente, la villa floreció, gracias a la agricultura en expansión. Muchos de los edificios emblemáticos de la ciudad pertenecen a esta época. 
En 1637 se fundó en la ciudad, la Sodality, una comunidad religiosa, cuyos miembros salieron en procesión en 1644, iniciando una tradición que ha llegado hasta la actualidad. La procesión de los penitentes se celebra cada último domingo de julio en Veurne, siendo una celebración única en la Región de Flandes.

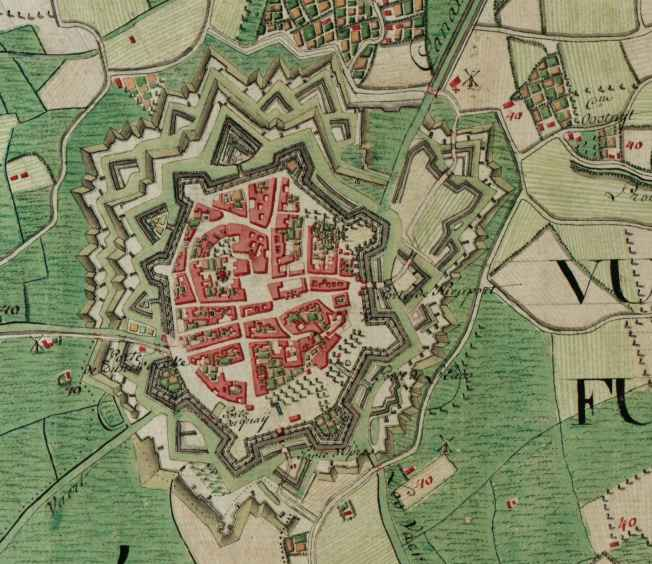
Veurne, Bélgica

La segunda mitad del siglo XVII estuvo marcada por las miserias traídas a la región por las guerras de Luis XIV. Tomada por Francia a los españoles en 1668. El mariscal e ingeniero militar francés Vauban construyó fuertes fortificaciones alrededor de la ciudad, cuyos contornos todavía son visibles desde el aire hoy. En 1713 pasó a formar parte de los Países Bajos Austríacos. 
José II de Austria derribó los muros y cerró algunas de las instituciones religiosas, poniendo un fin temporalmente a la procesión de penitentes iniciada por los capuchinos, hasta que en 1790 Leopoldo II de Austria volvió a permitirla. La ciudad fue capturada y ocupada por las fuerzas revolucionarias francesas el 31 de mayo de 1793, volviendo a posesión austríaca después de 1815 hasta incorporarse al Reino Unido de los Países Bajos y luego al Reino de Bélgica, en 1831. El 17 de julio de ese año fue la primera ciudad belga en recibir al futuro monarca, Leopoldo I.  
El siglo XIX trajo poco desarrollo ciudad, si bien mantuvo su prosperidad. Con la llegada de la I Guerra Mundial, la ciudad se convirtió en un foco de resistencia al ser una de las dos únicas ciudades belgas, junto con Poperinge, no tomada por los alemanes. Durante la Batalla del Yser, el ayuntamiento de Veurne se convirtió en la sede de las tropas belgas al mando de Alberto I y se instaló en la ciudad un hospital militar. En 1920, el presidente francés, Raymond Poincaré, visitó la ciudad para concederle la Croix de Guerre. 
Veurne sufrió algunos daños durante la Segunda Guerra Mundial, principalmente de bombardeos aliados, pero también de la inundación estratégica que envolvió toda la zona. Hoy en día, la ciudad es un centro regional, que ofrece servicios comerciales, médicos y educativos a las comunidades circundantes mientras disfruta de una creciente atención turística.

## Geografía

### Secciones del municipio
El municipio comprende los antiguos municipios, que se fusionaron en 1977:
| - Veurne - Avekapelle - Booitshoeke - Bulskamp - De Moeren - Eggewaartskapelle - Houtem - Steenkerke - Vinkem - Wulveringem - Zoutenaaie |

## Demografía

### Evolución
Todos los datos históricos relativos al actual municipio, el siguiente gráfico refleja su evolución demográfica, incluyendo municipios después de efectuada la fusión el 1 de enero de 1977.
| Gráfica de evolución demográfica de Veurne entre 1846 y 2020 |
|                                                              |

## Ciudades hermanadas
- Rösrath (Alemania)